# Eclissi solare del 25 marzo 1857
L'Eclissi solare del 25 marzo 1857, di tipo totale, è un evento astronomico che ha avuto luogo il suddetto giorno con centralità attorno alle ore 22:29 UTC. L'evento di totalità è iniziato all'alba nel sud-est dell'Australia il 26 marzo (giovedì), ha attraversato l'Oceano Pacifico e si è concluso verso il tramonto il Messico il 25 marzo (mercoledì).
L'eclissi ha avuto un'ampiezza massima di 177 chilometri e una durata 4 minuti e 28 secondi. L'eclissi del 25 marzo 1857 divenne la prima eclissi solare nel 1857 e la 139ª nel XIX secolo. La precedente eclissi solare avvenne il 29 settembre 1856, la seguente il 18 settembre 1857.

## Osservazioni documentate
Sono riportate osservazioni di misure documentate e pubblicate nella rivista Monthly Notices of the Royal Astronomical Society; effettuate a St. Leonard, presso Sydney, nel Nuovo Galles del sud.

## Eclissi correlate

### Ciclo di Saros 127
L'evento fa parte del ciclo di Saros 127, che si ripete ogni 18 anni, 11 giorni, contenente 82 eventi. La serie iniziò con un'eclissi solare parziale il 10 ottobre 991 d.C. Comprende eclissi totali dal 14 maggio 1352 al 15 agosto 2091. Non ci sono eclissi anulari in questa serie. La serie termina al membro 82 con un'eclissi parziale il 21 marzo 2452. La durata più lunga della totalità è stata di 5 minuti e 40 secondi il 30 agosto 1532. Tutte le eclissi di questa serie si verificano nel nodo ascendente della Luna.